# Oxygonum dregeanum
Oxygonum dregeanum Meisn. – gatunek rośliny z rodziny rdestowatych (Polygonaceae Juss.). Występuje naturalnie w Afryce Południowej, Środkowej i Wschodniej. 

## Rozmieszczenie geograficzne
Rośnie naturalnie w Afryce Południowej, Środkowej i Wschodniej. Występuje w takich państwach jak Tanzania, Demokratyczna Republika Konga, Mozambik, Zambia, Zimbabwe, Angola, Namibia, Botswana oraz Południowa Afryka. 

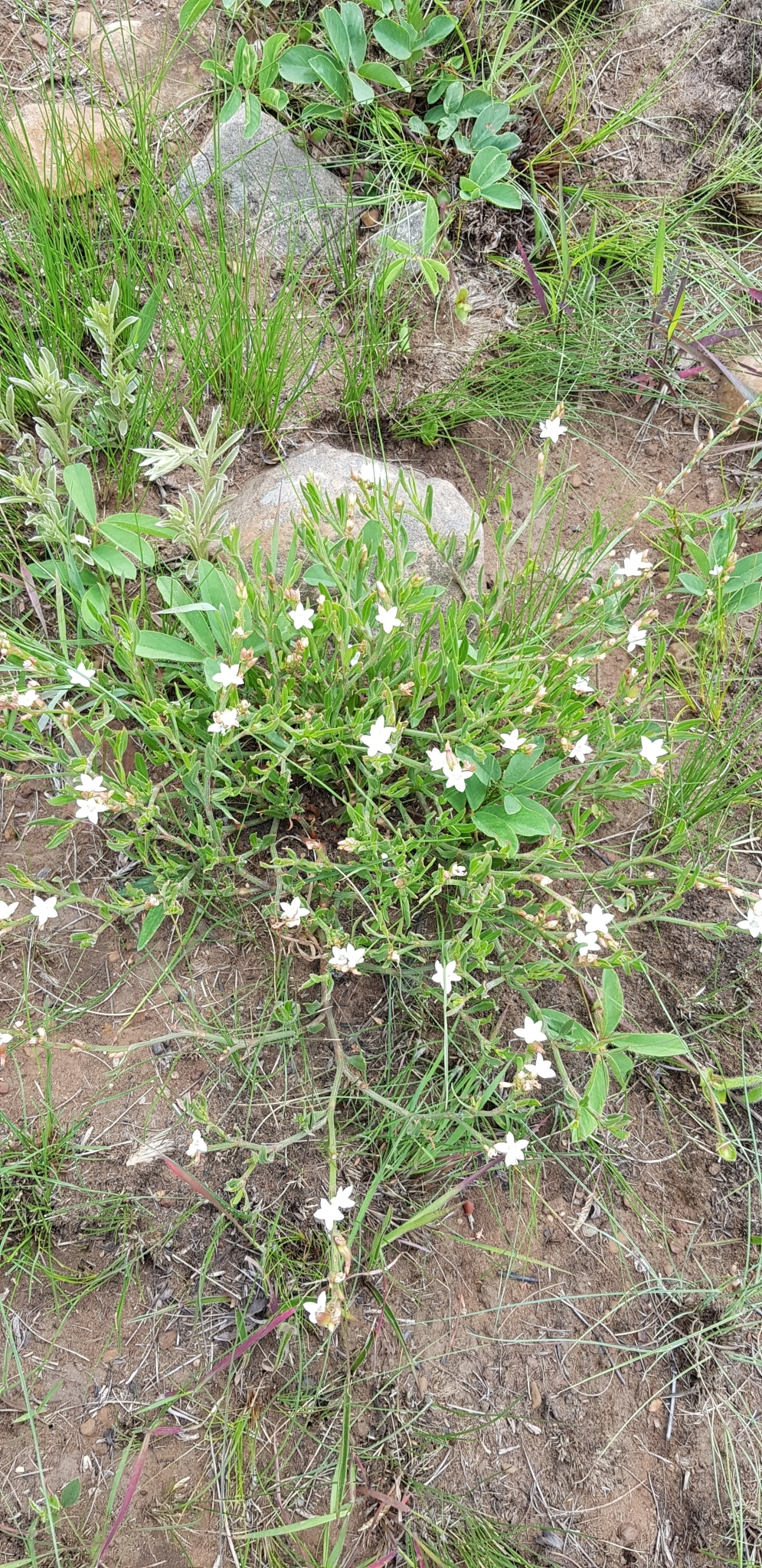
Pokrój

## Morfologia
PokrójBylina dorastająca do 20–50 cm wysokości o wyprostowanym pokroju. Młode pędy są nieco gruboszowate. Roczne przyrosty mają 5–15(–35) cm długości. Starsze gałęzie są zdrewniałe, sękate i nieco kruche.
LiścieIch blaszka liściowa jest nieco gruboszowata i ma owalny kształt. Mierzy 13–70 mm długości oraz 5–12 mm szerokości, jest czasami klapowana na brzegu. Gatka jest papierowa, klapowana na brzegu.
KwiatyObupłciowe, zebrane w kłosy o długości 15–25 cm, rozwijają się na szczytach pędów. Pojedynczy kwiat mierzy 10–15 mm średnicy. Listki okwiatu mają barwę od białej do różowawej.
OwoceMają owalny kształt. Są żebrowane i bez kolców.

## Biologia i ekologia
Rośnie na łąkach, polach uprawnych i terenach piaszczystych. Występuje na wysokości od 600 do 1500 m n.p.m. Często dzieli środowisko z roślinami z rodzaju Brachystegia. Kwitnie od sierpnia do kwietnia. 

## Zmienność
W obrębie tego gatunku oprócz podgatunku nominatywnego wyróżniono jeden podgatunek:
- Oxygonum dregeanum subsp. strictum (C.H.Wright) Paiva & S.Ortiz

oraz dwie odmiany:
- Oxygonum dregeanum var. canescens R. A. Grah.
- Oxygonum dregeanum var. swazicum R. A. Grah.

## Zastosowanie
Gatunek ten ma zastosowanie w medycynie ludowej.